# موتور رلوکتانسی سویچی

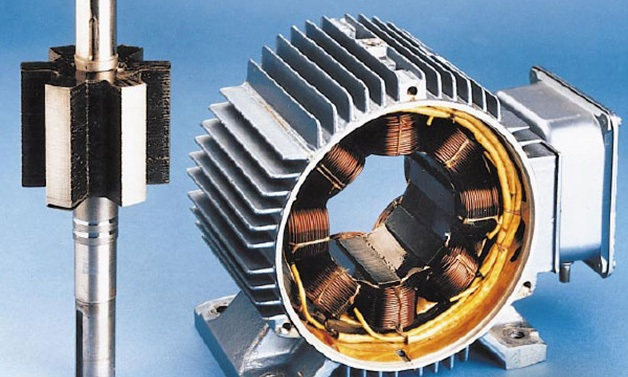
شمای کلی از ماشین سوئیچ رلوکتانس

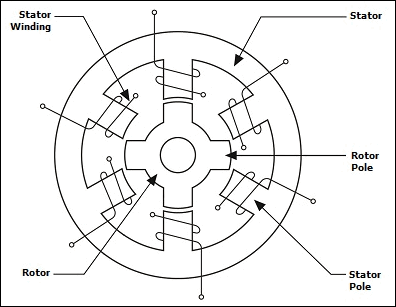
شمای کلی ماشین سوئیچ رلوکتانس شش قطب در استاتور و چهار قطب در روتور(SRM6/4)

موتور سوئیچ رلوکتانس (SRM) یک مود عملکرد از ماشین سوئیچ رلوکتانس می‌باشد، و ماشین سوئیچ رلوکتانس مود دومی هم دارد که مود عملکرد ژنراتوری می‌باشد که به آن (SRG) گویند.

## پیشینه
اساس پیدایش این موتور به سال ۱۸۴۲ میلادی بازمی‌گردد (زمانیکه مخترع اسکاتلندی به نام رابرت دیویدسون از این موتور به عنوان محرک اصلی لوکوموتیو استفاده نمود)، اما ابتکار مجدد آن به خاطر مزایای گران نبودن و پیشرفت ادوات کلیدزنی با توان بالا (الکترونیک قدرت)، امکان‌پذیر شد و از سال ۱۹۶۹ میلادی، موتور رلوکتانس متغیر به منظور کاربردهای سرعت متغیر پیشنهاد شد.

## ساختمان ماشین
اگرچه این موتور به دلیل یکسان بودن سرعت روتور با میدان دوار نوعی موتور سنکرون می‌باشد اما دارای ویژگی‌های جدید خاصی می‌باشد که آن را از موتور سنکرون معمولی مجزا می‌کند. همچنین این موتور به موتور پله‌ای نیز بسیار شباهت دارد اما عملکرد آن متفاوت می‌باشد.
این موتور دارای سیم پیچی‌های میدان مشابه موتور DC برای سیم پیچی‌های استاتور می‌باشد و بر روی روتور خود سیم پیچی یا مگنت ندارد. ایستانه (استاتور) و چرخانه (روتور)، هر دو دارای قطب‌های برجسته می‌باشند، از این رو، از این ماشین با عنوان ماشین با برجستگی دوبل یاد می‌شود.

## عملکرد
هنگامی که یک جفت قطب از استاتور که روبروی هم قرار دارند، تحریک شوند، روتور با این قطب‌ها هم محور می‌شود. در یک مدار مغناطیسی در لحظه تحریک، قطعه دوار (در اینجا منظور روتور ماشین سوییچ رلوکتانسی می‌باشد) ترجیح می‌دهد به سمت موقعیتی بیاید که کمترین رلوکتانس مغناطیسی را داشته باشد. هنگامی که دو قطب از روتور هم محور با دو قطب از استاتور می‌شود، مجموعه دیگر قطب‌های روتور نسبت به قطب‌های دیگر استاتور هم محور نمی‌باشند. سپس برای اینکه هر یک از این مجموعه قطب‌های استاتور هم محور با قطب‌های روتور شوند، به ترتیب تحریک می‌شوند. با این ترتیب با کلیدزنی پی در پی جریان به درون سیم پیچی‌های استاتور باعث می‌شود که روتور به‌طور دائم بچرخد

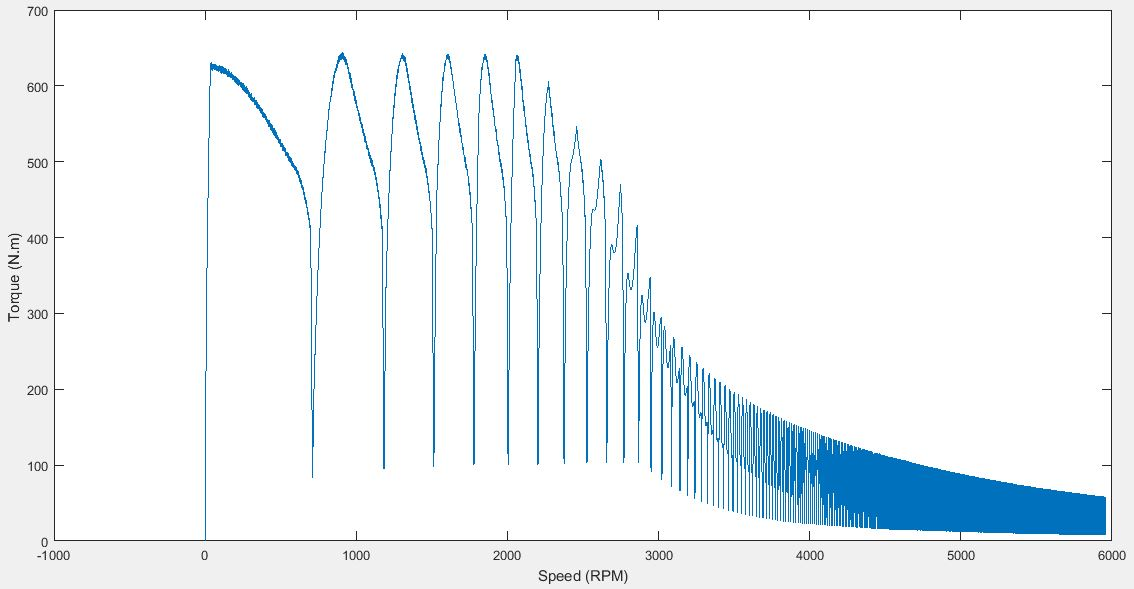
مشخصه گشتاور-سرعت موتور سوئیچ رلوکتانس (6/4SRM)

عملکرد یک موتور سوئیچ رلوکتانس سه فاز (SRM6/4)

مهمترین معایب این نوع موتورها داشتن ریپل گشتاور بالا و ایجاد نویز صوتی (آکوستیک) زیاد می‌باشد، که با روش‌های مختلف کنترلی و اصلاح و بهینه سازی‌های طراحی موتور می‌توان آن‌ها را بهبود داد.

## معادلات
معادلات بسیاری برای این ماشین وجود دارند،اما مهمترین معادلات این ماشین به صورت زیر می‌باشند.
معادله ولتاژ هر فاز موتور به صورت زیر می‌باشد :
{\displaystyle \mathbf {V} _{ph}\,=\mathbf {i} \mathbf {R} +\,{d\lambda _{(\theta ,i)} \over dt}\,}
که {\displaystyle \lambda } همان شار دور می‌باشد(که حاصل ضرب شار در تعداد دور سیم پیچ هر فاز می‌باشد).
معادله گشتاور خروجی هر فاز موتور :
{\displaystyle \mathbf {T} _{ph}\,{(\theta ,i)}\,={1 \over 2}\,i^{2}\,{dL \over d\theta }\,}
که{\displaystyle \mathbf {L} }همان اندوکتانس می‌باشد،و{\displaystyle \,{dL \over d\theta }\,}نیز نرخ تغییرات اندوکتانس نسبت به موقعیت روتور می‌باشد.
معادله گشتاور کل خروجی موتور(ناشی از جمع کل گشتاورهای ناشی از هر فاز ماشین) :
{\displaystyle \mathbf {T} _{Total}\,=\sum _{Phases}\mathbf {T} _{ph}\,{(\theta ,i)}\,}

## مبدل

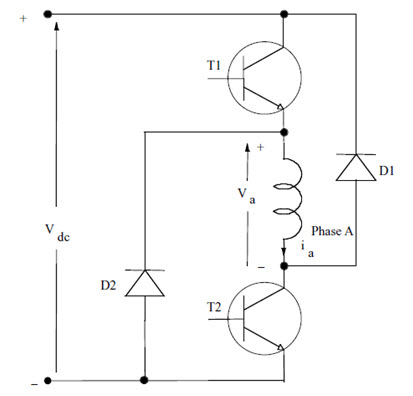
مبدل پل نامتقارن ماشین سوئیچ رلوکتانس برای یک فازSRM (یک نوع از مبدل دو کلید در هر فاز)

به خاطر گردش روتور،و در نتیجه تولید گشتاور مغناطیسی و توان و کلید زنی جریان در سیم پیچی‌های استاتور (هنگامیکه تغییر رلوکتانس وجود دارد) این نوع درایو موتور با سرعت متغیر را درایو موتور رلوکتانسی سوئیچی گویند. درایو ماشین رلوکتانسی سویچی انواع متفاوتی دارد که به دسته‌های زیر تقسیم می‌شوند:
۱- یک کلید در هر فاز(q کلید)
2- q+۱ کلید
۳– ۱/۵ کلید در هر فاز
۴- دو کلید در هر فاز (2q کلید)
۵- مبدل قدرت دو طبقه

## کنترل
کنترل درایو(مبدل) این ماشین الکتریکی بر اساس تغییرات نمودار اندوکتانس بر حسب زمان می‌باشد ، در واقع در حالت موتوری فقط در مدت زمان با شیب اندوکتانس مثبت و در حالت ژنراتوری فقط در مدت زمان با شیب اندوکتانس منفی، باید به ترتیب عمل تغذیه الکتریکی و یا دریافت (در حالت ژنراتوری) صورت گیرد.
کنترل موتور سوئیچ رلوکتانس (رلوکتانس سوئیچی) به سه قسمت تقسیم می‌شود:
- کنترل جریان
- کنترل گشتاور
- کنترل سرعت
که هر کدام از اینها با استفاده از روش‌های مختلف انجام می‌گیرد و می‌تواند به صورت حلقه باز یا بسته باشد.
همچنین میتوان از روش‌های مختلف جهت تولید فرمان کنترلی سوئیچینگ به دو روش PWM (مدولاسیون پهنای پالس) و Hystersis Loop (حلقه هیسترزیس) استفاده نمود.
همچنین باید گفت که کنترل گشتاور و توان این موتور مشابه موتور جریان مستقیم(DC) با تغییر میزان سیکل وظیفه (Duty Cycle) انجام می پذیرد و کنترل سرعت این موتور نیز مشابه موتور سنکرون توسط فرکانس کلیدزنی فازها انجام می پذیرد.   

## کاربردها
کاربرد این ماشین الکتریکی در مود موتور به صورت زیر می‌باشد :
- کاربرد توان پایین:
در توان پایین به عنوان موتور شوینده‌ها و خشک کن‌ها ، محرک سیستم‌های درب برقی ، پنکه و دمنده‌ها ، سانتریفیوژ‌های پزشکی ، مته‌های برقی و همچنین به عنوان محرک ترمز ضد قفل (ABS) مورد استفاده قرار می‌گیرند.
- کاربرد توان متوسط و توان بالا :
در توان متوسط و بالا به عنوان موتور محرک کمپرسور‌های دوار ، وسایل نقلیه الکتریکی ، پمپ‌ها و غیره ، مورد استفاده قرار می‌گیرند.
همچنین در رنج توان‌های مختلف می‌توان از این موتورها در مکان‌های قابل انفجار مانند معدن و پتروشیمی‌ها و سایر مکان‌هایی که امکان نشت گاز و انفجار وجود دارد استفاده نمود.